# تي بيتر بارك
تي بيتر بارك (بالإنجليزية: T. Peter Park)‏ (بالإستونية: Tiidu Peter Park)‏ هو مؤرخ أمريكي وإستوني، ولد في 20 فبراير 1941.